# Dawn Richardson
Dawn Richardson (Pasadena, 19 de abril de 1964) é uma baterista norte-americana. Foi baterista da extinta banda americana de rock alternativo "4 Non Blondes", conhecida principalmente pela música "What's Up?", um grande sucesso da década de 1990, do único disco da banda, "Bigger, Better, Faster, More!", de 1992.